# 광선 투사

광선 투사(Ray casting)는 컴퓨터 그래픽스와 계산기하학의 다양한 문제를 해결하기 위해 광선과 표면의 교차검사를 사용하는 기법을 말한다. 이 용어는 1982년 스코트 로스의 구조적 입체 기하학 모델을 렌더링하기 위한 기법을 묘사하는 컴퓨터 그래픽스 논문에서 처음 사용되었다.
광선 투사 기법은 다양한 문제와 다양한 기법과 관련이 있다:
- 광선에 처음으로 교차되는 물체를 가려내는 일반적인 문제[2],
- 카메라로부터 이미지의 각 픽셀을 향한 광선 교차 검사를 통한 은면 제거(hidden surface removal),
- 기본적인 광선들만을 검사하는 비재귀적 광선 추적(ray tracing) 렌더링 알고리즘, 혹은
- 볼륨 레이 캐스팅이라 불리는 직접적 볼륨 렌더링 기법이 있다. 이 기법은 광선이 물체에 직접적으로 관통해 물체 내부를 샘플링한 3D 스칼라장으로 뚫고 들어간다. 이 기법에서 광선은 반사되지 않는다.[3]

"레이 캐스팅" 혹은 "레이 트레이싱"이라는 단어는 과거 그래픽스 문헌에서 구분없이 사용되었으나, 최근에는 이 둘을 구분해서 사용한다. 레이 캐스팅 기법에서는, 광선이 재귀적으로 반사되어 제 2의 광선을 만들지 않는다. 그러나 레이 트레이싱은 광선이 계속적으로 반사되면서 렌더링 결과물에 영향을 끼친다.

## 같이 보기
- Volume ray casting
- 2.5D
- Mode 7
- Adaptive tile refresh
- 스프라이트 (컴퓨터 그래픽스)